# Province de Sakhon Nakhon
Sakhon Nakhon (en thaï : สกลนคร) est une province (changwat) de Thaïlande.

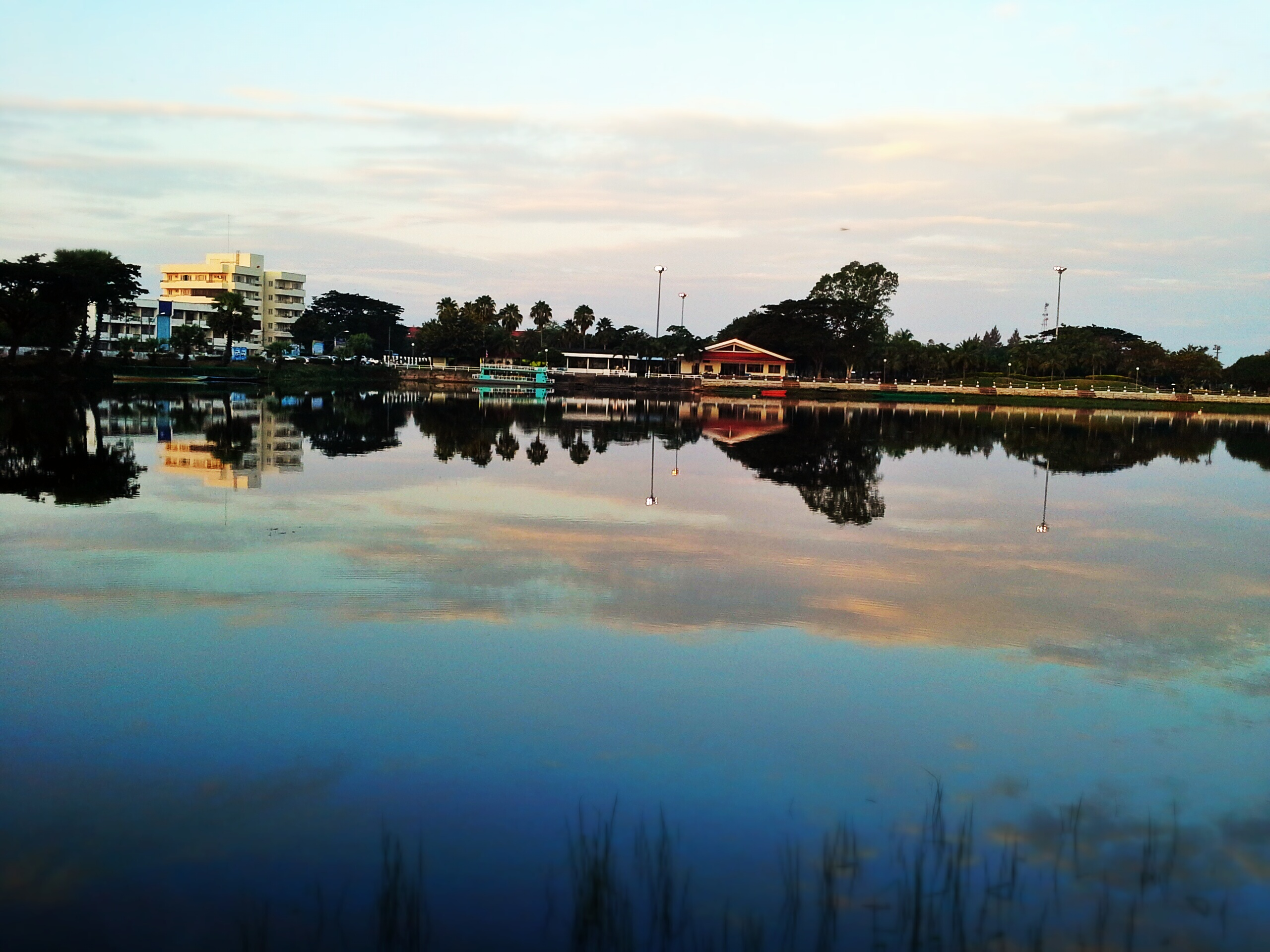
Nong Han Sakon Nakhon

Elle est située dans le nord-est du pays. Sa capitale est la ville de Sakhon Nakhon.

## Subdivisions

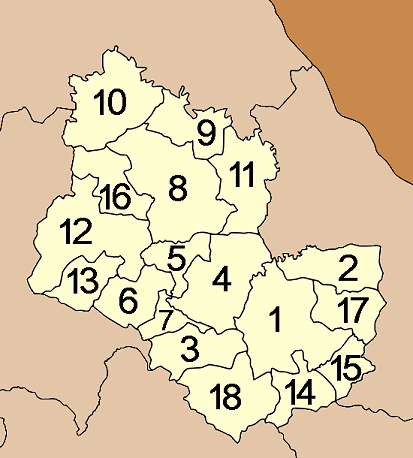
Carte des amphoe de la province de Sakhon Nakhon.

Sakhon Nakhon est subdivisée en 18 districts (amphoe) : Ces districts sont eux-mêmes subdivisés en 125 sous-districts (tambon) et 1 323 villages (muban).
| Numéro | Nom de district            | Nombre de sous-districts | Superficie ( km2 ) |
| ------ | -------------------------- | ------------------------ | ------------------ |
| 1      | Amphoe Mueang Sakon Nakhon | 16                       | 1 496,318          |
| 2      | Amphoe Kusuman             | 5                        | 412,213            |
| 3      | Amphoe Kut Bak             | 3                        | 413,122            |
| 4      | Amphoe Phanna Nikhom       | 10                       | 673,795            |
| 5      | Amphoe Phang Khon          | 5                        | 229,711            |
| 6      | Amphoe Waritchaphum        | 5                        | 423,301            |
| 7      | Amphoe Nikhom Nam Un       | 4                        | 147,054            |
| 8      | Amphoe Wanon Niwat         | 14                       | 908,867            |
| 9      | Amphoe Kham Ta Kla         | 4                        | 726,368            |
| 10     | Amphoe Ban Muang           | 9                        | 771,765            |
| 11     | Amphoe Akat Amnuai         | 8                        | 531,155            |
| 12     | Amphoe Sawang Daen Din     | 15                       | 867,603            |
| 13     | Amphoe Song Dao            | 4                        | 288,503            |
| 14     | Amphoe Tao Ngoi            | 4                        | 297,811            |
| 15     | Amphoe Khok Si Suphan      | 4                        | 223,357            |
| 16     | Amphoe Charoen Sin         | 5                        | 358,668            |
| 17     | Amphoe Phon Na Kaeo        | 5                        | 319,602            |
| 18     | Amphoe Phu Phan            | 4                        | 507,551            |
| Total  | Total                      | 125                      | 9 605,764          |